# روبرت شيروود ديلون
روبرت شيروود ديلون (بالإنجليزية: Robert Sherwood Dillon)‏ (ولد في 7 يناير 1929) سفير الولايات المتحدة في لبنان من عام 1981 إلى عام 1983.

## نشأته ودراسته
ولد في العام 1929 في شيكاغو، ودرس في جامعة ديوك، وتخرجت منها في العام 1951.

## في السلك العسكري والإستخباراتي
خدم ديلون في الجيش الأمريكي لمدة ثمانية عشر شهرا قبل أن يتم صرفه، فتابع دراسته في جامعة ديوك، إلى أن نال إجازة في الأدب الإنجليزي في العام 1951. ثم شغل منصب ضابط الاستخبارات في وكالة ال CIA ثم التحق بالسلك الدبلوماسي.

## في السلك الدبلماسي
قضى روبرت ديلون أكثر من 30 عاما في الخدمة الخارجية مع المهام متنقلا بين فنزويلا، تركيا، ماليزيا، مصر، لبنان.

فقد شغل منصب نائب رئيس البعثة في ماليزيا وتركيا ومصر وأشرف على المفاوضات وأمن الرهائن خلال أزمة الرهائن كوالا لمبور. 

كما خدم ديلون في منصب سفير الولايات المتحدة في لبنان لمدة عامين، وبقي على قيد الحياة في التفجير الذي استهدف السفارة عام 1983.

تقاعد من الخدمة الخارجية في عام 1983 بمرتبة وزير الوظيفي.

## فيالأمم المتحدة
بعد تقاعده، انضم ديلون اإلى فريق الأمم المتحدة، بمنصب الأمين العام المساعد، وخدم في وقت لاحق لمدة خمس سنوات في منصب نائب المفوض العام لوكالة الأمم المتحدة لإغاثة وتشغيل اللاجئين الفلسطينيين في الشرق الأدنى.

ثم عمل بين عامي 1994-1995، كمبعوث إنساني خاص لرواندا وبوروندي. ب

## مؤلفاته
يقيم حاليا في أرلينغتون فيرجينيا حيث قام بتأليف كتب تحكي سيرته وسيرة والده، دايل كروويل ديلون:
- One of the Very Best Men - by Robert Sherwood Dillon
- An American Soldier in World War - by Robert Sherwood Dillon